# عبد النبي الرنان
عبد النبي الرنان (1950 - 2019) هو مغني ومنشد إسلامي مصري.

## حياته
عبدالنبى عبدالعال محمدين ولد سنة 1950 ب قرية الدير شرق مركز إسنا محافظة الأقصر، سمي الرنان لامتلاكه رنة خاصة في إنشاده الديني، يعد أوائل المداحين الأسلاميين المصريين الذين غنوا في الخارج خاصة لندن وباريس ومن جيل رواد الفن الشعبي أحمد برين وسيد الضوي. أولاده السبعة أكملوا مسيرته في الإنشاد الديني من سنة 2000.
توفي الرنان الثامن عشر من أغسطس سنة 2009 .

## مسيرته
كان يمسك طبلته الصغيرة والتى لم تفارقه حتى يوم مماته في كل مناسباته وأنشده، ضابطاً إيقاع الإنشاد، يغني بصوته القوى واصلاً بين حركة الذكر وأداء المنشد.